# Maska przeciwgazowa C-4

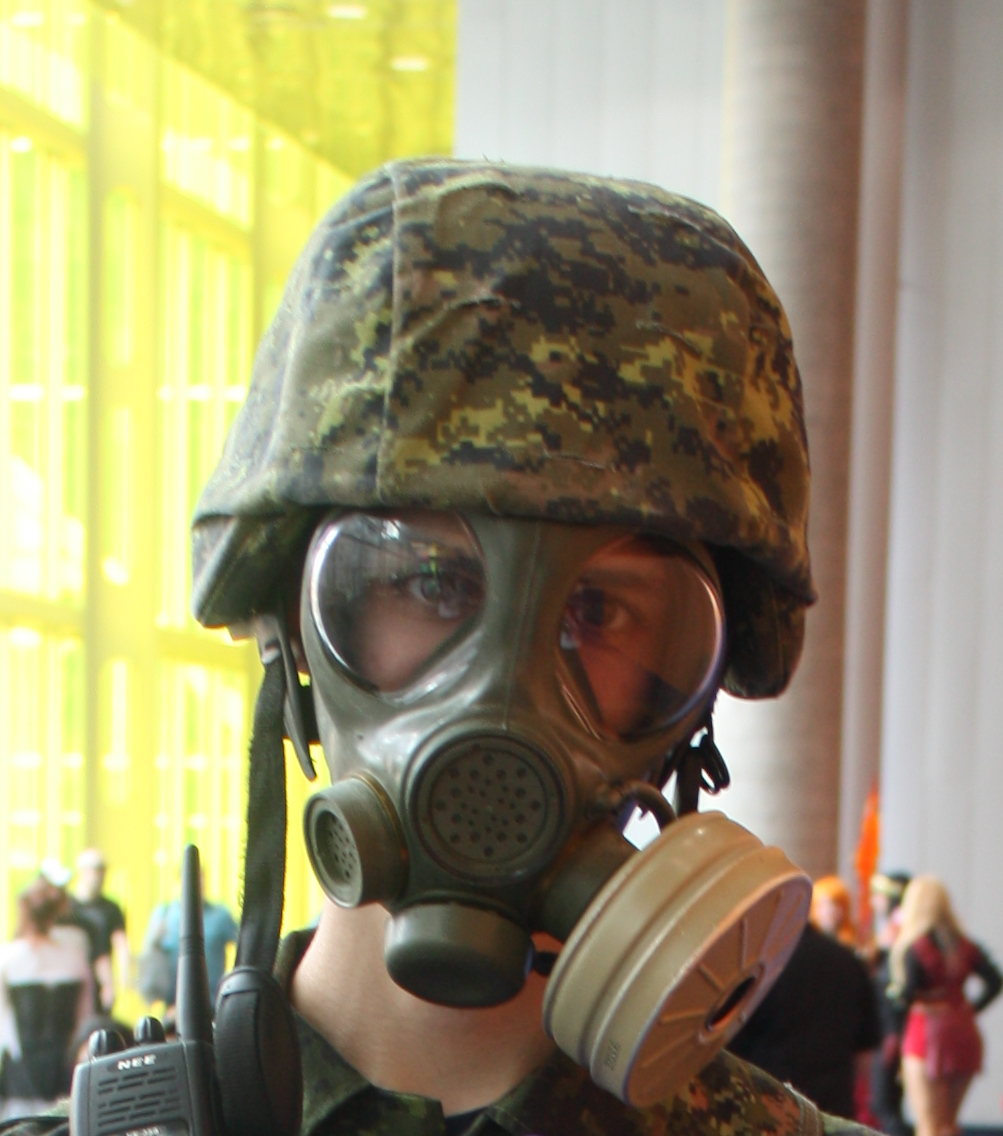

Maska przeciwgazowa C-4 – kanadyjska maska przeciwgazowa. Produkowana przez Defense Research Establishment Ottawa od roku 1988. Zastąpiła używane wcześniej maski C-3.
Część twarzową maski wykonano z gumy bromobutylowej. Maski występują w kolorze czarnym i zielonym.
Budowa maski pozwala na montaż filtropochłaniacza z prawej lub z lewej strony. Maska obsługuje  wkręcane filtropochłaniacze w standardzie NATO 40 mm. Ponadto zastosowano system, dzięki któremu możliwe jest picie podczas korzystania z maski. W przeciwieństwie do innych masek z takim systemem, w masce C-4 wężyk jest zintegrowany na stałe z maską co zmniejsza awaryjność.